# Dieter Schulte (Fußballtrainer)
Dieter Schulte (* 18. Dezember 1938 in Dortmund) ist ein deutscher Fußballtrainer.
Schulte spielte beim SC Preußen Werl, FC Schalke 04, Alemannia Aachen, ETB Schwarz-Weiß Essen und dem Freiburger FC, bevor er für acht Jahre als Profi in Los Angeles spielte. Dort erwarb er das Sportlehrer-Diplom.
Nach seiner Rückkehr 1976 war er im Jahr 1977 Assistent unter Dettmar Cramer beim FC Bayern München. Im Folgejahr wechselte er zur Eintracht Frankfurt, um dort als Assistent von Otto Knefler zu trainieren. Im März 1980 bestand Schulte die Prüfung zum Fußball-Lehrer. Ab Juli 1980 trainierte er die SpVgg Fürth, im Anschluss den 1. FC Saarbrücken bis 1982.